# Transmissão magnética segura
Transmissão magnética segura (em inglês, Magnetic secure transmission) (MST) é a tecnologia de pagamento móvel em que dispositivos como smartphones emitem um sinal que imita a tarja magnética de um cartão de pagamento tradicional.

## Visão geral
A tecnologia MST envia um sinal magnético do dispositivo para o leitor de cartão da máquina de cartão. Ela emula a passagem de um cartão físico sem a necessidade de atualizar o software ou hardware do terminal para suportar tecnologias mais avançadas, como a de pagamentos sem contato. Portanto, ao contrário dos pagamentos que usam comunicação por campo de proximidade (NFC), a tecnologia MST é compatível com quase todos os terminais de pagamento que possuem um leitor de tarja magnética.
A MST é projetada para transmitir de dentro de 3 in (76 mm) do leitor de cartão magnético. Fora da transmissão física, não há alterações no sistema do cartão de tarja magnética (ou seja, recepção, processamento, conteúdo de informação e protocolos criptográficos). No entanto, a informação por ser transmitida sendo dinâmica pode permitir a tokenização.
A MST foi originalmente desenvolvida pela LoopPay, que foi adquirida pela Samsung em 2015  e incorporada ao serviço Samsung Pay. Em 2017, a LG lançou seu serviço concorrente LG Pay, que usa uma tecnologia semelhante chamada Wireless Magnetic Communication (WMC).
A MST e WMC originais imitaram a tecnologia de tarja magnética não criptografada para serem compatíveis com terminais de cartão de crédito mais antigos. As transmissões sem fio não foram criptografadas e, portanto, não foram consideradas "seguras". As implementações Samsung Pay e LG de MST usam tokens compatíveis com EMV seguros e são consideradas tecnologias seguras.[carece de fontes?]